# Phenax laevigatus
Phenax laevigatus är en nässelväxtart som beskrevs av Hugh Algernon Weddell. Phenax laevigatus ingår i släktet Phenax och familjen nässelväxter. Inga underarter finns listade i Catalogue of Life.